# Szczechy Wielkie
Szczechy Wielkie (deutsch Groß Zechen) ist ein Dorf in der polnischen Woiwodschaft Ermland-Masuren und gehört zur Gmina Pisz (Stadt- und Landgemeinde Johannisburg) im Powiat Piski (Kreis Johannisburg).

## Geographische Lage
Szczechy Wielkie liegt in der östlichen Woiwodschaft Ermland-Masuren, sieben Kilometer nördlich der Kreisstadt Pisz (deutsch Johannisburg).

## Geschichte
Das kleine Dorf, das schon früher als Kinort besiedelt war und um 1538 Kühnort, nach 1538 Schachen, um 1540 Sczechen, nach 1540 Schechen und um 1579 Zeche ahn Kinortt hieß, wurde im Jahre 1538 als Freidorf mit zehn Hufen nach Magdeburger Recht gegründet.
Der Ort gehörte zum Kreis Johannisburg im Regierungsbezirk Gumbinnen (ab 1905: Regierungsbezirk Allenstein) in der preußischen Provinz Ostpreußen. Von 1874 bis 1945 war er in den Amtsbezirk Sdorren (ab 1938 „Amtsbezirk Dorren“) eingegliedert.
Die Einwohnerzahl Groß Zechens belief sich im Jahre 1910 auf 199. Sie verringerte sich bis 1933 auf 158 und betrug 1939 noch 148.
Im Jahre 1945 kam Groß Zechen in Kriegsfolge mit dem gesamten südlichen Ostpreußen zu Polen und erhielt die polnische Namensform „Szczechy Wielkie“. Heute ist der Ort Sitz eines Schulzenamtes (polnisch Sołectwo) im Verbund der Stadt- und Landgemeinde Pisz (Johannisburg) im Powiat Piski (Kreis Johannisburg), bis 1998 der Woiwodschaft Suwałki, seither der Woiwodschaft Ermland-Masuren zugehörig. Im Jahre 2011 zählte Szczechy Wielkie 61 Einwohner.

## Religionen

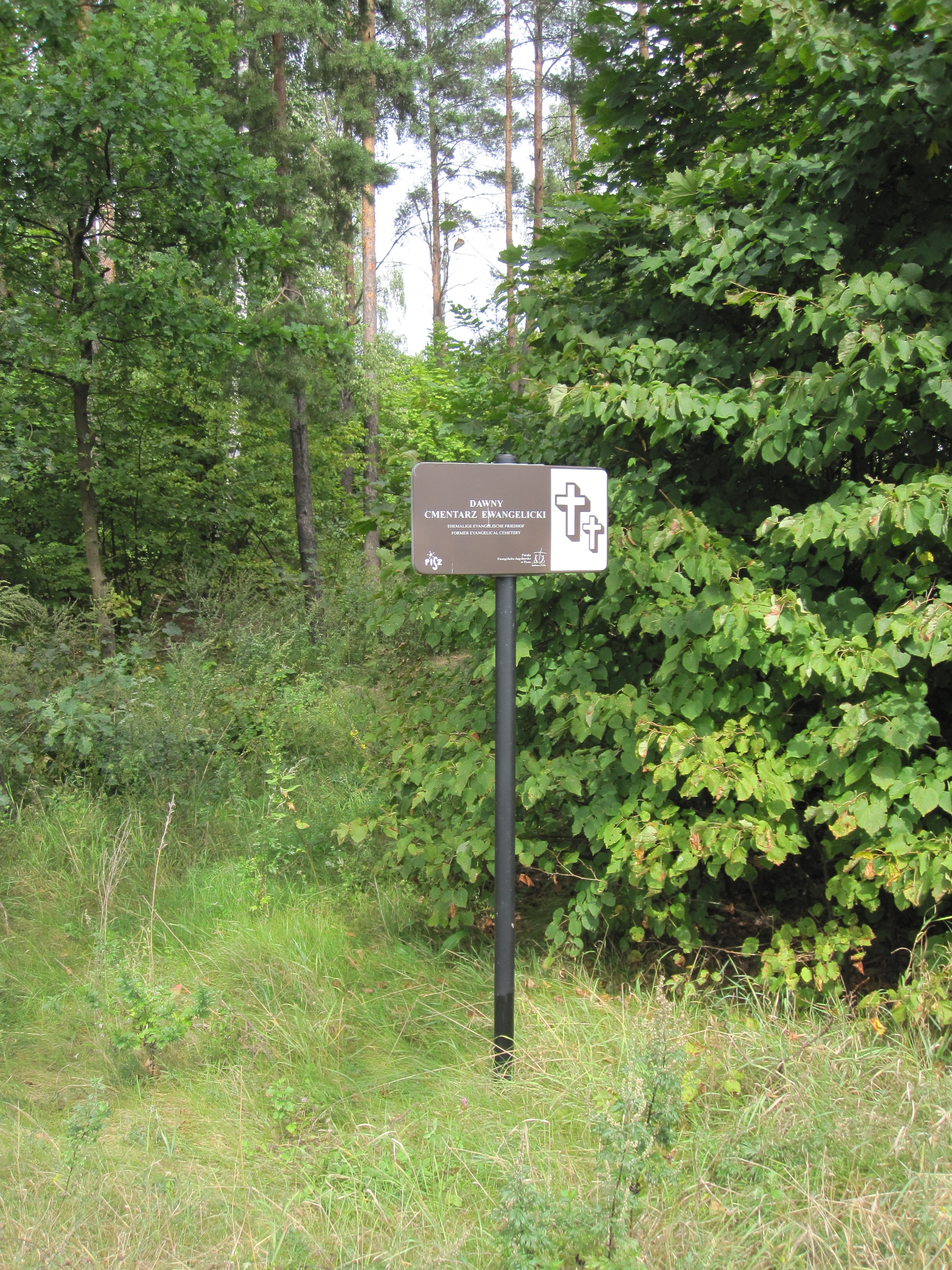
Eingang zum ehemaligen evangelischen Friedhof von Groß Zechen im heutigen Szczechy Wielkie

Bis 1945 war Groß Zechen in die evangelische Kirche Adlig Kessel in der Kirchenprovinz Ostpreußen der Kirche der Altpreußischen Union sowie in die römisch-katholische Kirche Johannisburg im Bistum Ermland eingepfarrt.
Heute gehört Szczechy Wielkie katholischerseits zur Pfarrei Kociołek Szlachecki im Bistum Ełk der Römisch-katholischen Kirche in Polen.
Die evangelischen Einwohner orientieren sich zur Kirchengemeinde in der Kreisstadt Pisz, die zur Diözese Masuren der Evangelisch-Augsburgischen Kirche in Polen gehört.

## Schule
Groß Zechen wurde erst nach 1888 ein Schulort.

## Verkehr
Szczechy Wielkie liegt verkehrstechnisch günstig an der polnischen Landesstraße 63, die die polnisch-russische Staatsgrenze mit der polnisch-belarussischen Staatsgrenze verbindet und durch vier Woiwodschaften führt. Außerdem besteht eine Verbindung zur Insel Szeroki Ostrów (Spirdingswerder) über den Nachbarort Zdory (Sdorren, 1938 bis 1945 Dorren).
Bis 1945 war Trzonki (Trzonken, 1938 bis 1945 Mövenau) die nächste Bahnstation. Sie lag an der Bahnstrecke Lötzen–Johannisburg, die in Kriegsfolge außer Betrieb gesetzt und demontiert wurde.